# Puchar Polski w koszykówce mężczyzn 2006/2007
Puchar Polski w koszykówce mężczyzn 2006/2007 rozgrywany w dniach 9-11 lutego w Gdyni i Sopocie. Po rozegraniu XVI kolejki DBE wyłoniony został komplet uczestników finałowego turnieju o Puchar Polski. Awans do turnieju wywalczyło osiem najlepszych zespołów DBE – Prokom Trefl Sopot, BOT Turów Zgorzelec, ASCO Śląsk Wrocław, Gipsar Stal Ostrów Wielkopolski, Polpharma Starogard Gdański, Anwil Włocławek, Energa Czarni Słupsk i Kager Gdynia. Transmisje z meczów Pucharu Polski zobaczyć można w  Polsacie Sport, Polsacie Sport Extra i TV4.

## Klasyfikacja końcowa
1. Anwil Włocławek
2. Prokom Trefl Sopot
3-4. Energa Czarni Słupsk
3-4. BOT Turów Zgorzelec
5-8. Kager Gdynia
5-8. Polpharma Starogard Gdański
5-8. ASCO Śląsk Wrocław
5-8. Gipsar Stal Ostrów Wielkopolski

## Ćwierćfinały
- Gdynia, 9 lutego 2007 (piątek), 17.30: ASCO Śląsk Wrocław - Energa Czarni Słupsk 60:91
- Gdynia, 9 lutego 2007 (piątek), 19.55: Anwil Włocławek - Kager Gdynia 98:77
- Sopot, 9 lutego 2007  (piątek), 17.30: Prokom Trefl Sopot - Polpharma Starogard Gdański 74:60
- Sopot, 9 lutego 2007  (piątek), 19.55: BOT Turów Zgorzelec - Gipsar Stal Ostrów Wielkopolski 92:81

## Półfinały
- Sopot, 10 lutego 2007  (sobota), 16.30: Energa Czarni Słupsk - Anwil Włocławek 92:81
- Sopot, 10 lutego 2007  (sobota), 19.00: BOT Turów Zgorzelec - Prokom Trefl Sopot 67:77

## Finał
- Sopot, 11 lutego 2007  (niedziela), 15.00: Anwil Włocławek - Prokom Trefl Sopot 72:66

## Nagrody
- MVP: Andrzej Pluta, Anwil Włocławek
- Prokom Cheerleaders Cup 2007

1. Cheerleaders Prokom Trefl - Sopot - Prokom Trefl Sopot
2. Inna Show - Zgorzelec - Turów Zgorzelec
3. Deja Vu - Świecie - Polpak Świecie